# عبد الرحيم بن سليمان
عبد الرحيم بن سليمان ,أبو علي الكناني, المروزي, الرازي. أحد رواة الحديث وهو ثقة متقن. وهو رفيق حفص بن غِياث في طلب العلم، وله تصانيف. تُوفي في آخر سنة سبع وثمانين ومائة.

## روايته للحديث النبوي
- رْوِي عَنْ: عاصم الأحول، وأشعث بن سوار، وسليمان بن الأعمش، وإسماعيل بن أبي خالد، وعدة.
- حَدَّثَ عَنْهُ: أبي بكر بن أبي شيبة، وأبي كريب، وهناد، وأبي سعيد الأشج، وعدد كثير.[4]

## أقوال العلماء فيه
الجرح والتعديل
- قال أبو حاتم الرازي : صالح الحديث.
- قال أبو حفص عمر بن شاهين : وثقه.
- قال أبو دواد السجستاني : ثقة.
- قال أحمد بن شعيب النسائي : ليس به بأس.
- قال أحمد بن صالح الجيلي : ثقة متعبد، كثير الحديث.
- قال ابن حجر العسقلاني : ثقة له تصانيف.
- قال الذهبي : ثقة حافظ مصنف.
- قال عثمان بن أبي شيبة العبسي : ثقة صدوق، ليس بحجة.
- قال علي بن المديني : لا بأس به.
- قال وكيع بن الجراح : ما أصح حديثه.
- قال يحيى بن معين : ثقة.